# Acalypha capensis
Acalypha capensis é uma espécie de flor do gênero Acalypha, pertencente à família Euphorbiaceae.